# Villejoubert
Villejoubert – miejscowość i gmina we Francji, w regionie Nowa Akwitania, w departamencie Charente.
Według danych na rok 1990 gminę zamieszkiwało 279 osób, a gęstość zaludnienia wynosiła 36 osób/km² (wśród 1467 gmin regionu Poitou-Charentes Villejoubert plasuje się na 732. miejscu pod względem liczby ludności, natomiast pod względem powierzchni na miejscu 953.).